# Москва-Ленинград (альбом)
«Москва́—Ленингра́д» — магнитоальбом советской и российской рок-группы «Машина времени», скомпилированный ленинградским музыкальным издателем Андреем Тропилло из различных фонограмм 1979—1980-х годов. Распространялся в самиздате, начиная с 1981 года. Сами участники «Машины времени» в его подготовке и распространении участия не принимали. Входит в перечень основных магнитоальбомов группы до начала формирования её официальной дискографии.

## История
В 1979—1980 годах «Машина времени» произвела ряд записей собственных песен в учебной речевой студии Государственного института театрального искусства и в филиалах Всесоюзной студии грамзаписи «Мелодия». В общей сложности было записано более двадцати треков, часть из которых — в двух вариантах. В частности, в мае 1980 года во время гастролей в Ленинграде от сотрудников местного отделения «Мелодии», располагавшегося тогда в здании Государственной академической капеллы, музыкантам поступило предложение записать несколько песен из репертуара «Машины времени». Запись была произведена в утренние часы.
Особую роль в организации этой нелегальной сессии звукозаписи сыграл Андрей Тропилло — в то время научный сотрудник одного из ленинградских вузов, а впоследствии — один из наиболее известных неофициальных музыкальных издателей и популяризаторов рок-музыки в СССР. Под впечатлением от первого посещённого им концерта «Машины времени» в Ленинграде в 1976 году Тропилло организовал затем ещё несколько выступлений группы, в том числе в здании физического факультета ЛГУ, доме культуры «Самсон» и др.. В 1979 году им была создана неофициальная студия звукозаписи, в которой он объединял «песенные циклы» в музыкальные альбомы, что «создало основу так называемой магнитофонной культуры». По свидетельству журналиста Александра Кушнира, "… Тропилло очаровал подпольным роком звукорежиссёра «Мелодии» Виктора Динова <…> Динов слыл на «Мелодии» одним из самых реакционно настроенных в отношении рока звукорежиссёров. Но то ли благодаря силе высокого искусства, то ли ввиду умения Тропилло находить в любом споре неотразимые аргументы, Динов <…> способствовал осуществлению записи на «Мелодии» «Машины времени».
Сам Тропилло назвал эту запись одной из первых организованных им студийных работ, следующим образом пояснив, какие источники для её финансирования были привлечены: «Я тогда занимался научной работой на психфаке. По заказу военных мы разрабатывали систему надёжности работы диспетчера. <…> Часть выделенных на эту работу „военных“ денег я ухитрился перевести на „Мелодию“, оплатив использование студии и работу звукорежиссёра». Запись была произведена на восьмиканальный магнитофон, её бюджет составил пять тысяч рублей в ценах 1980 года.
Были записаны фонограммы шести композиций: «Кого ты хотел удивить?», «Моим друзьям», «Хрустальный город», «Посвящение знакомому музыканту», «Закрытые двери», «Через 20 лет».
По своему усмотрению Тропилло скомпилировал эти фонограммы, вместе с другими записями группы 1979—1980 годов, в отдельный магнитоальбом, названный им «Москва—Ленинград». Достоверных сведений о том, какие именно фонограммы были использованы Тропилло для дополнения записи в ленинградском филиале «Мелодии», в открытых источниках нет. По версии Кушнира, это были записи с концертов второй половины 1970-х годов, организованных самим Тропилло. Впоследствии он продавал растиражированную запись «Москвы—Ленинграда» и других скомпилированных им магнитоальбомов «Машины времени», записи сольных акустических выступлений Андрея Макаревича. Начиная с 1981 года магнитоальбом «Москва—Ленинград» активно распространялся в самиздате. При перезаписи материала дальнейшие распространители изменяли порядок песен и заменяли отдельные композиции изначального трек-листа, составленного Тропилло, на другие. Так, например, в одном из вариантов магнитоальбома вместо песен «Поворот» и "Кафе «Лира» присутствовали песни «Синяя птица» и «Будет день».
В одном из первых энциклопедических изданий, посвящённых отечественной рок-музыке — «Кто есть кто в советском роке», — магнитофонный альбом «Москва—Ленинград» поименован в перечне основных магнитоальбомов «Машины времени», распространявшихся в самиздате до начала формирования официальной дискографии группы.

## Список композиций
Автор всех песен, кроме отмеченных — А. Макаревич.
1. Свеча 03:59
2. Поворот (П. Подгородецкий, А. Кутиков — А. Макаревич) 03:51
3. Право 03:02
4. Закрытые двери 04:55
5. Через 20 лет 04:14
6. Кого ты хотел удивить? 04:57
7. Моим друзьям 05:16
8. Хрустальный город 06:37
9. Посвящение знакомому музыканту 03:06
10. Кафе «Лира» 03:45

## Участники записи
| «Машина времени»: - Андрей Макаревич — вокал, гитара, - Александр Кутиков — вокал, бас-гитара, - Пётр Подгородецкий — вокал, клавишные, | - Валерий Ефремов — ударные. Технический персонал: - Виктор Динов — звукорежиссёр (4—9). |  |

### Комментарии
1. ↑  Позже часть этих записей была издана на неофициальных альбомах-сборниках «Охотники за удачей» (1981) и «Поворот» (1997). Песня «Хрустальный город» была включена звукорежиссёром «Мосфильма» Виктором Бабушкиным в сборник «В добрый час» (1986).
2. ↑  Наряду с магнитоальбомами «День рождения» (1978), «Машина времени-79» (1979), «Маленький принц» (1979), «Несостоявшийся концерт» (1982), «Чужие среди чужих» (1984).